# Risch-Rotkreuz
Risch-Rotkreuz (hasta 2007 Risch, hispanizado Risch-Cruz Roja) es una comuna suiza del cantón de Zug, situada a orillas del lago de Zug. Limita al norte con la comuna de Hünenberg, al noreste con Cham, al este con Zug, al sur con Meierskappel (LU) y Root (LU), y al oeste con Honau (LU), Dietwil (AG) y Oberrüti (AG).
La comuna engloba las localidades de Berchtwil, Buonas, Holzhäusern, Ibikon, Oberrisch, Rotkreuz y Stockeri.

## Transportes
Ferrocarril
Cuenta con una estación ferroviaria en Rotkreuz en la que efectúan parada trenes de larga distancia, regionales y de cercanías.

## Ciudades hermanadas
- Amaroni.